# Olof Wallberg
Olof Andreas Wallberg, född 4 december 1973 i Lund, är en svensk skådespelare och musiker, samt lärare känd bland annat från Varanteatern. 
Wallberg har varit medlem i popbandet Colubrids, som släppte albumet Snapped Out Of Fury 1995. Han har också varit gitarrist i bandet Fight Family. 
Wallberg var sedan med och startade rockbandet The Men, där Sven Köhler från The Sinners blev sångare. I maj 2022 släppte han sitt första debutalbum, producerat av Carl-Johan Fogelklou.
Utöver engagemanget i Varanteatern har Wallberg spelat rollen som Kennet i kortfilmen Tompta Gudh (2002) av Ted Kjellsson.
Olof Wallberg har även undervisat i, framför allt, de samhällsorienterande ämnena på Polhemskolan.